# Sara Mazur

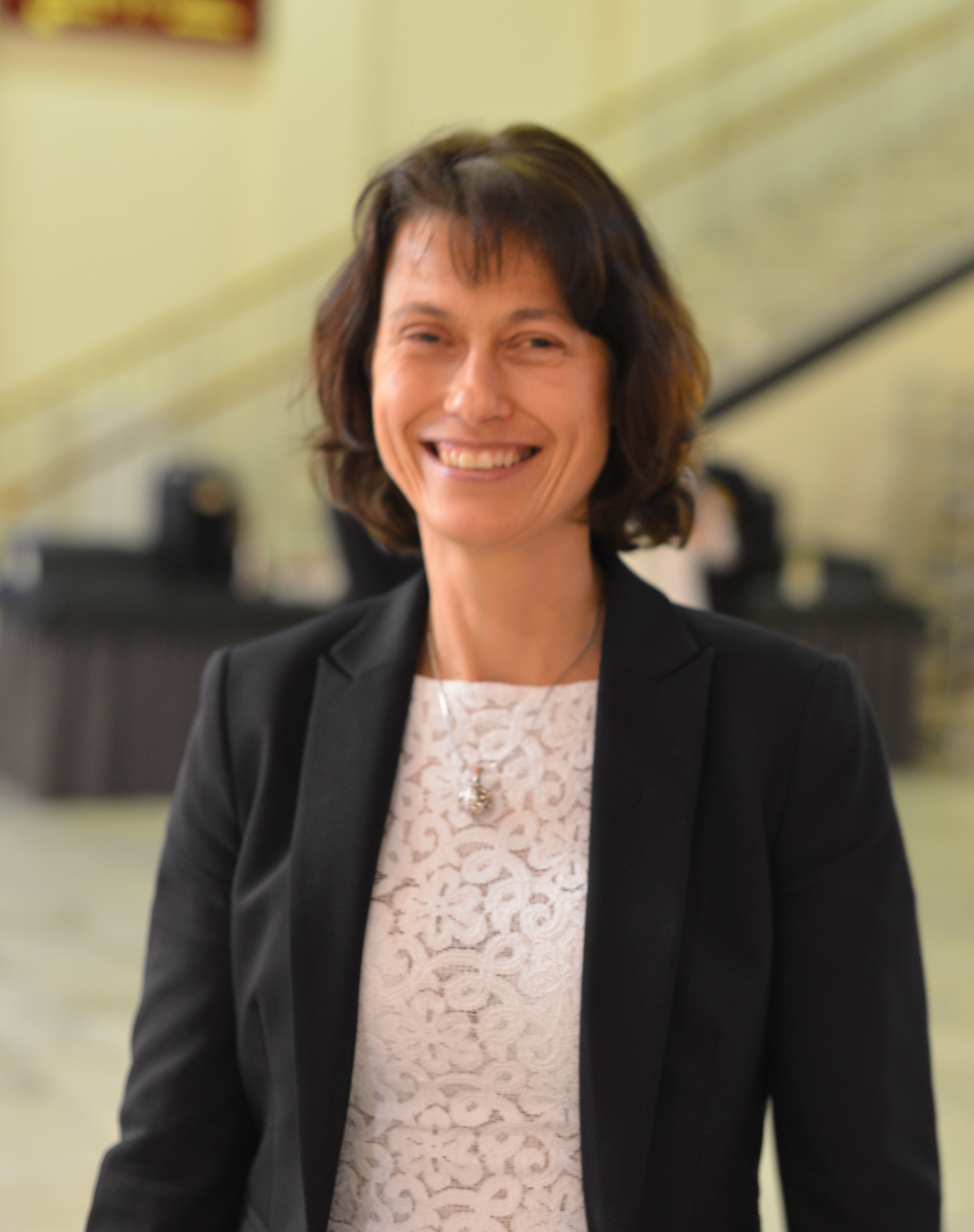
Sara Mazur 2014.

Birgit Sara Mazur, född 8 maj 1966, är en svensk fysiker.
Sara Mazur är uppvuxen i Stockholm och utbildade sig till civilingenjör i elektroteknik vid Kungliga Tekniska högskolan 1985–1989 och disputerade vid samma lärosäte 1994 på en avhandling om plasmafysik. Hon började arbeta på Ericsson 1995, och mellan november 2012 och april 2018 var hon chef för forskningsavdelningen.
Mazur invaldes 2007 till ledamot av Kungliga Ingenjörsvetenskapsakademien. År 2015 utnämndes hon till hedersdoktor vid Luleå tekniska universitet. 2018 knöts hon till Knut och Alice Wallenbergs stiftelse som ansvarig för ett antal av Stiftelsens Strategiska satsningar. Hon är ordförande för Wallenberg AI, Autonomous Systems and Software Program (WASP) Wallenberg Initiative Material Science for Sustainability (WISE). Sedan 1 juli 2022 är hon vice verkställande ledamot för Knut och Alice Wallenbergs stiftelse.

### Fotnoter
1. ↑  Mazur, Sara (1994) (på engelska). Nonlinear behaviour of magnetic fluctuations and global confinement in the Extrap T1 reversed-field pinch. Stockholm. Libris 1951822
2. ↑  ”New Head of Ericsson Research appointed”. Ericsson. 25 oktober 2012. Arkiverad från originalet den 29 oktober 2012. https://web.archive.org/web/20121029110434/http://www.ericsson.com/news/1652330. Läst 13 april 2023.
3. ↑  ”Ericsson byter forskningschef”. Dagens Industri. 15 april 2018. https://www.di.se/nyheter/ericsson-byter-forskningschef/. Läst 15 april 2018.
4. ↑  ”Årets hedersdoktorer utsedda”. Luleå tekniska universitet. 16 juni 2015. Arkiverad från originalet den 9 december 2017. https://web.archive.org/web/20171209203943/https://www.ltu.se/ltu/media/news/Arets-hedersdoktorer-utsedda-1.142017. Läst 6 juli 2015.
5. ↑  Oscar Stege Unger (4 juni 2018). ”Sara Mazur och Siv Andersson knyts närmare Knut och Alice Wallenbergs Stiftelse | Knut och Alice Wallenbergs Stiftelse”. kaw.wallenberg.org. Knut och Alice Wallenbergs Stiftelse. https://kaw.wallenberg.org/press/sara-mazur-och-siv-andersson-knyts-narmare-knut-och-alice-wallenbergs-stiftelse. Läst 7 oktober 2022.
6. ↑  Bederoff, Jill (20 maj 2020). ”Här slåss Sverige om VM-guld i AI”. Dagens industri. https://www.di.se/nyheter/har-slass-sverige-om-vm-guld-i-ai/. Läst 19 december 2022.